# AVCHD
AVCHD (Advanced Video Coding High Definition) is een formaat voor de opname van high definition-video.
Het formaat werd ontwikkeld door Sony en Panasonic en werd in 2006 aangekondigd als een standaard voor HD-videocamera's voor consumenten. AVCHD is een bestandsformaat en dus niet gerelateerd aan een medium als miniDV. AVCHD kan in plaats daarvan opgeslagen worden op dvd's, harde schijven en flashgeheugenkaarten als Secure Digital en Memory Stick.
Sony en Panasonic brachten de eerste AVCHD-videocamera's uit in de herfst van 2006, gevolgd door Canon en JVC. In 2010 bracht Panasonic als eerst een AVCHD-camcorder voor de professionele markt uit.
AVCHD is compatibel met Blu-ray en kan gebrand worden op deze schijfjes zonder hercodering, alhoewel dvd's met AVCHD-inhoud niet op elke Blu-ray-speler afgespeeld kunnen worden. Het formaat gebruikt voor video de H.264/MPEG4-10-codec en voor audio de Dolby Digital(AC3)-codec of lineaire PCM-audio zonder compressie.
Het AVCHD-logo en merk zijn handelsmerken van Panasonic en Sony.